# Световна федерация на глухите
Световната федерация на глухите (World Federation of the Deaf), съкратено СФГ (WFD), е международна неправителствена организация, обединяваща националните федерации на хората с увреден слух, с акцент върху глухите хора, ползващи жестомимичен език, както и техните семейства и приятели.
Федерацията твърди, че представлява 70 милиона души с увреден слух по целия свят, от които повече от 80 % живеят в развитите страни.

## Цели и задачи
Акцент се поставя върху следните области:
1. подобряване състоянието на националните жестомимични езици
2. подобряване образованието за глухите хора
3. подобряване достъпа до информация и услуги
4. подобряване човешките права на хората с увреден слух в развиващите се страни
5. насърчаване създаването на организации на глухите там, където не съществува нито една такава

## Президенти
- Vittorio Ieralla (1951-1955)
- Колин Алън (от 2011 г.)